# Ajos
Ajos är en tätort (finska: taajama) i Kemi stad (kommun) i landskapet Lappland i Finland. Den ligger på ön Ajos. Vid tätortsavgränsningen 31 december 2012 hade Ajos 350 invånare och omfattade en landareal av 0,81 kvadratkilometer.
Ajos har tillhört Kemi stad åtminstone sedan 1960.

## Befolkningsutveckling
| Befolkningsutvecklingen i Ajos 1960–2012 | Befolkningsutvecklingen i Ajos 1960–2012 | Befolkningsutvecklingen i Ajos 1960–2012 | Befolkningsutvecklingen i Ajos 1960–2012 | Befolkningsutvecklingen i Ajos 1960–2012 |
| ---------------------------------------- | ---------------------------------------- | ---------------------------------------- | ---------------------------------------- | ---------------------------------------- |
|                                          |                                          |                                          |                                          |                                          |
| År                                       |                                          |                                          | Folkmängd                                | Landareal (km²)                          |
| 1960                                     | 1960                                     |                                          | 583                                      | 1,30                                     |
| 1970                                     | 1970                                     |                                          | 625                                      | 1,30                                     |
| 1980                                     | 1980                                     |                                          | 398                                      | 1,5                                      |
| 2012                                     | 2012                                     |                                          | 350                                      | 6,67                                     |